# Chancellor, South Dakota
Chancellor är en kommun (town) i Turner County i South Dakota. Vid 2010 års folkräkning hade Chancellor 264 invånare.